# Cambio lingüístico
Se denomina cambio lingüístico al proceso de modificación y transformación que, en su evolución histórica, experimentan todas las lenguas en general, y las unidades lingüísticas de cada uno de sus niveles en particular.
El cambio lingüístico se diferencia de la variación lingüística en que en el primero las modificaciones son diacrónicas y, por tanto, las estudia la lingüística histórica, mientras que las variaciones son sincrónicas y la analiza, entre otras disciplinas, la sociolingüística. El cambio lingüístico es un proceso interno de la lengua que no tiene nada que ver con el cambio de lengua o sustitución lingüística que es un proceso condicionado por factores externos.
Dos factores que han intervenido desde siempre en el cambio lingüístico han sido los préstamos y la analogía, el primero es un ejemplo de causa externa y el segundo de causa interna. Los cambios lingüísticos se agrupan por conveniencia en tres niveles: el cambio fonético, el cambio morfosintáctico y el cambio léxico-semántico.

## Causas del cambio
En la lingüística del siglo XIX, el lenguaje se consideraba como un ser biológico con su nacimiento, desarrollo o evolución, y muerte. Cada fase del desarrollo está marcada por una serie de cambios lingüísticos. 
En los últimos años del siglo XX, sin embargo, la sociolingüística ha introducido nuevas teorías, gracias a los trabajos de Labov, sus discípulos y seguidores, que han aportado modificaciones radicales a los postulados clásicos del cambio lingüístico propugnados por los neogramáticos. Para Labov es axiomático que el habla de todos los individuos es variable, esto es, manifiesta más de una forma. Esta variabilidad o variacionismo es observable también en las comunidades del habla a las que pertenecen los individuos. Con este variacionismo se está poniendo de relieve que existe una motivación social en los cambios lingüísticos, y la regularidad, más que como esencia de los cambios, es vista como consecuencia de los mismos. Últimamente se ha demostrado que la conjunción de algunas variables sociales, como el sexo y el nivel sociocultural, es un factor explicativo de la fuerza que impulsa el cambio lingüístico. Igualmente varios estudios han establecido, que aunque aparentemente el cambio lingüístico es progresivo, la variación intergeneracional suele ser más importante que la variabilidad individual, es decir, el habla de las generaciones jóvenes no corresponde exactamente a la de los adultos, y ese efecto acumulado produce un cambio tras varias generaciones.
Así las cosas, siguiendo a Labov, el cambio lingüístico se origina casi siempre en un grupo intermedio de la clase social (la clase obrera alta o la clase media baja), y, dentro de estos grupos, los innovadores son personas importantes socialmente, con un alto índice de interacción dentro y fuera de la comunidad de habla, destacando el papel de las mujeres en esta función. Por tanto, la función de los grupos étnicos nuevos en el cambio lingüístico es inapreciable porque, al no estar integrados, no tienen los derechos y privilegios de los demás.

### Causas externas del cambio lingüístico
En el cambio lingüístico llamamos causas externas a las que están motivadas por factores sociolingüísticos relacionados con la historia de los hablantes de la lengua, como sus contactos con otras personas de otras lenguas, los factores demográficos y sus influencias culturales.
Así la existencia masiva de bilingüismo en un grupo humano, o la presencia masiva de préstamos de una lengua a otra por motivos de influencia tecnológica, religiosa o cultural se ha supuesto que podría provocar cambio lingüístico. Por ejemplo, durante algún tiempo fue popular la teoría del sustrato, hoy desechada, para la cual causa principal de la diferenciación del latín fue que sus hablantes antes de la romanización hablaban lenguas diversas y al transferir parte de esos rasgos al latín que hablaron provocaron la fragmentación. En el mismo tipo de ideas se fundamentan las influencias del superestrato (lenguas con hablantes nativos en un territorio que no llegan a ser la lengua mayoritaria de los hablantes del territorio) sobre y del adstrato (conjunto de lenguas de territorios adyacentes).

### Causas internas del cambio lingüístico
Las causas internas son aquellas relacionadas con la estructura de la propia lengua y el equilibrio que toda lengua debe mantener entre facilidad de producción y facilidad de comprensión. Las causas internas se manifiestan en la existencia de cambios lingüísticos que se presentan juntos. Así por ejemplo la pérdida de ciertas consonantes finales en latín erosionó la flexión nominal de los nombres y eso a su vez hizo que para seguir expresando sin ambigüedad las relaciones sintácticas el orden de palabras fuera más fijo (Sujeto-Verbo-Objeto).
La analogía, reconocida como uno de los motores del cambio lingüístico a nivel morfosintáctico, es una de las causas internas mejor conocidas. Para algunos lingüistas ciertas innovaciones lingüísticas analógicas se deben al proceso psicológico de la abducción en la que un hablante aplica a un hecho lingüístico concreto una supuesta ley general.

### Ritmo del cambio lingüístico
Witold Mańczak propuso una serie de leyes cualitativas sobre la probabilidad de que una determinada estructura de una lengua cambio en relación a otra. El resultado de su trabajo son las llamadas leyes de Mańczak que dan pautas para ese cambio. Recientemente otros autores independientemente han encontrado una sólida evidencia de que el ritmo de regularización por analogía morfológica de formas irregulares sigue una ley cuantitativa bien definida. Así para diversos estados del inglés Martin Nowak y sus colaboradores encontraron que la probabilidad de cambio se relaciona con la frecuencia de uso mediante:

{\displaystyle {\frac {\mathrm {d} p}{\mathrm {d} t}}={\frac {C_{1}}{\sqrt {f}}}}

donde:
{\displaystyle p(t)\,} es la probabilidad de que en un determinado momento una determinada forma irregular haya sido regularizada.
{\displaystyle C_{1}\,} es una constante empírica que debe encontrarse en cada caso.
{\displaystyle f\,} es la frecuencia de uso (medida por el número de veces que aparece la palabra en un texto frente al número total de palabras).

## Cambio en diferentes niveles

### Nivel fonético-fonológico
En el nivel fonético-fonológico es un cambio influido básicamente por factores internos, relacionados con las propiedades articulatorias o facilidad de articulación como la asimilación fonética, la disimilación y otros fenómenos como la epéntesis o elisión de sonidos.
También se ha mencionado que las lenguas pueden cambiar por factores externos como la influencia del substrato lingüístico, que se da cuando hablantes de otra lengua adquieren la nueva lengua como lengua habitual de la comunicación llevando rasgos fonéticos de su antigua lengua. Aunque técnicamente eso sería la creación de una nueva variedad en lingüística histórica ese tipo de cambios se considera como uno de los posibles factores de diversificación, y por tanto "cambio" de una lengua. Una causa externa similar a la anterior sería la influencia del adstrato lingüístico. A veces la ocurrencia geográfica no ya de lenguas diferentes sino de dialectos de la misma lengua puede llevar a la presencia de una variabilidad fonética, que puede desencadenar cambios fonéticos y fonológicos considerables.

### Nivel morfosintáctico
En el cambio morfosintáctico y morfológico juega un papel muy importante la ambigüedad estructural y la gramaticalización. La ambigüedad permite la aparición de reanálisis morfémico.
Otro papel importante relacionado con minimización de la información superflua es la regularización analógica por la cual los patrones morfológicos residuales o marginales son substituidos por otros patrones flexivos más extendidos o generalizados, eliminándose así formas arcaicas, irregulares o singulares, en favor de modelos de flexión más ampliamente usados. En este último fenómeno la frecuencia de uso desempeña un papel importante.

### Nivel léxico-semántico
El cambio semántico se refiere a la especialización o reducción del significado de una palabra (por ejemplo en inglés deer originalmente designaba a cualquier animal salvaje como sus cognado latino fēra 'fiera') o la generalización o ampliación del significado de una palabra. Estos procesos de especialización y generalización tienen que ver con la metonimia y la metáfora.
Por el contrario el cambio léxico tiene que ver con la substitución de una forma léxica por otra para denominar a una misma realidad. Y también con el proceso de préstamo lingüístico que normalmente consiste en la incorporación de formas léxicas para designar conceptos nuevos, o para nombrar casos especializados de conceptos existentes (gran parte de los anglicismos recientes en español son de este tipo).